# Tino Tracanna
Tino Tracanna (* 17. Mai 1956 in Livorno) ist ein italienischer Jazz-Saxophonist (Sopran-, Alt- und Tenorsaxophon).

## Leben und Wirken
Tracanna studierte in Bologna Musik und promovierte sich mit einer Arbeit über Steve Lacy. Er wurde bekannt, als er ab 1981 bis Anfang der 1990er Jahre in der Band des Pianisten Franco D’Andrea spielte (Flavours, 1992). Ab 1984 arbeitete er auch regelmäßig mit dem Trompeter Paolo Fresu zusammen. Ende der 1980er Jahre erschien eine erste LP unter eigenem Namen auf dem Splas(c)h-Label, Mr. Frankenstein Blues, 1990 entstand ein zweites Album mit dem Titel 292, an dem u. a. Paolo Fresu, der Keyboarder Massimo Colombo und der Bassist Francesco Sotgiu beteiligt waren.
1996 wirkte Tracanna an Alberto Naccis Bläser-Projekt Passing mit; im gleichen Jahr nahm er das Album Quartetto auf und war Mitglied der Bigband von Giorgio Gaslini (Jelly's Back in Town). 1998 entstand die Bigband-Produktion Gesualdo; unter der Leitung von Corrado Guarino wurden fünf Madrigale aus dem späten 16. Jahrhundert von Gesualdo aufgenommen, ergänzt um weitere Titel in diesem Stil von Tracanna und Guarino. Als Sängerin wirkte Maria Pia De Vito mit, die durch Projekte mit Colin Towns bekannt wurde.
Er arbeitete auch mit Tiziana  Ghiglioni (1989–1990), mit dem Duke Ellington Repertory Orchestra und dem Jazz Chromatic Orchestra.
Im Jahr 2000 wirkte er erneut mit Paolo Fresu bei dessen RCA-Album Melos zusammen. Im gleichen Jahr spielte er im Duo mit dem Schlagzeuger Pierre Favre das Album Punctus ein.

## Diskographische Hinweise
Alben unter eigenem Namen
- 292 (Splas(c)h, 1990)
- Quartetto (Splas(c)h, 1990)
- Gesualdo (Splas(c)h, 1990)
- Nudes (Splas(c)h, 1999)
- La Forma  delle Cosa (Splas(c)h, 2002)
- Quartet Live 2005 (Splas(c)h, 2005)

Alben als Sideman
- Franco D’Andrea: No Idea of Time (Red, 1983), Live (Red, 1985)
- Paolo Fresu: Quartet/Quintet/Sextet (Splas(c)h, 1985), Inner Voices (Splas(c)h, 1986), Mamut: Music for A Mime (Splas(c)h, 1986)